# Pozorka (Nejdek)
Pozorka (deutsch Gibacht, alt auch Giebacht) ist ein Ortsteil der Gemeinde Nejdek (Neudek) im Bezirk Karlsbad in Tschechien.

## Geografie
Der Ort liegt etwa 2 km südöstlich von Nejdek im böhmischen Teil des Erzgebirges. Seine Westgrenze nach Suchá (Thierbach) bildet die Rolava (Rohlau). Während sich die nahezu unbewaldete Ortschaft auf etwa 510 bis 600 m n.m. erstreckt, steigt die Gemarkung im Nordosten zum Berg Kozí díl (Zinnknock, verballhornt Ziegenknock) bis auf 741 m n.m. an.

## Geschichte
Besiedelt wurde die Gegend bereits im ausgehenden 13. Jahrhundert. Der Ortsname könnte sich von einem felsigen Vorsprung herleiten, der früher die Funktion eines Vorwerks der Burg Neudek hatte. Wegen seines Ausgucks erhielt der Wachposten die Bezeichnung „am Gibacht“. Gibacht war früher nach Neudek gepfarrt wo auch der Friedhof lag. Der Ort wurde Mitte des 19. Jahrhunderts erstmals erwähnt, so 1847 in der Beschreibung des Elbogener Kreises, hier allerdings als zu Thierbach gehörig. Im Blatt des Franziszeischen Katasters von 1842 wird er dagegen als Ortsteil von Voigtsgrün ausgewiesen, ebenso 1854 in der Nachweisung der Katastralgemeinden. Ende des 19. Jahrhunderts wurde Voigtsgrün aufgeteilt und Gibacht eigenständige Gemeinde. Zwischen 1961 und 1975 gehörte der Ort, mittlerweile als Pozorka, wieder zu Voigtsgrün (Fojtov) und seit dem 1. Januar 1976 zu Nejdek. Nach dem Zweiten Weltkrieg wurde ein großer Teil der deutschen Bevölkerung vertrieben.

### Entwicklung der Einwohnerzahl
| Jahr | Einwohnerzahl |
| ---- | ------------- |
| 1869 | 348           |
| 1880 | 380           |
| 1890 | 399           |
| 1900 | 419           |

| Jahr | Einwohnerzahl |
| ---- | ------------- |
| 1910 | 435           |
| 1921 | 396           |
| 1930 | 685           |
| 1950 | 279           |

| Jahr | Einwohnerzahl |
| ---- | ------------- |
| 1961 | 277           |
| 1970 | 254           |
| 1980 | 263           |
| 1991 | 231           |

| Jahr | Einwohnerzahl |
| ---- | ------------- |
| 2001 | 276           |
| 2011 | 256           |